# Zdeněk Novák

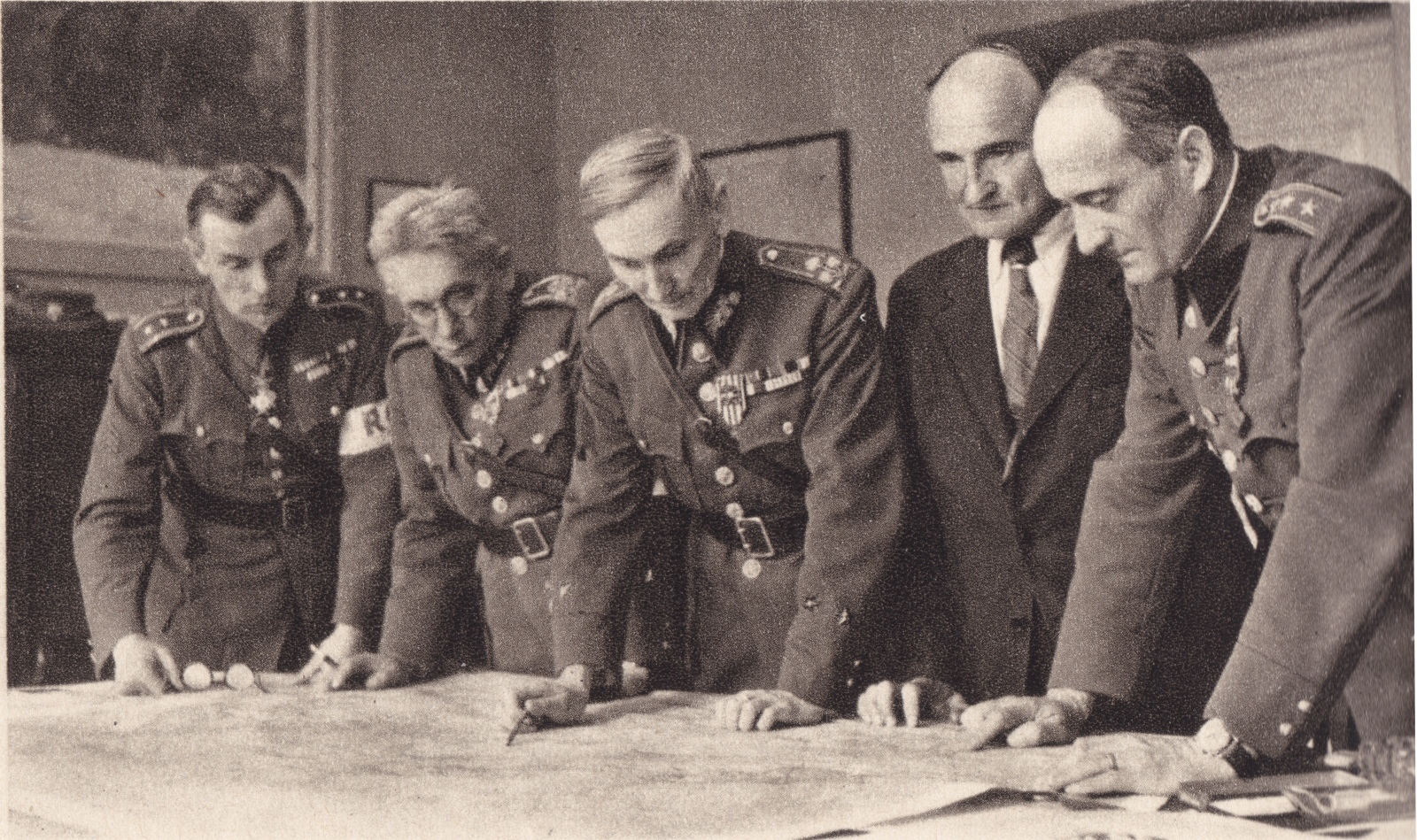
Dowództwo „Alex” kierujące powstaniem w Pradze w maju 1945 roku, w środku gen. Novak

Zdeněk Novák (ur. 2 kwietnia 1891 w Paskovie, zm. 23 października 1988 w Zadní Třebaň) – czechosłowacki wojskowy, generał armii, uczestnik czechosłowackiego ruchu oporu przeciwko okupacji niemieckiej, dowódca konspiracyjnej wojskowej organizacji Obrona Narodu.

## Życiorys
Syn Viktora Novák i Angely zd. Dorazilové. Po ukończeniu szkoły podstawowej uczył się w niższym gimnazjum w Mistku, potem w Uherskim Hradiste, a następnie w państwowym wyższym gimnazjum w Brnie, które ukończył w 1908 roku. Następnie studiował w wyższej szkole rolniczej w Berlinie, na wydziale agrarno-technicznym. Po ukończeniu pierwszego roku dostał powołanie do wojska, przerwał wtedy studia, aby odbyć służbę wojskową.
W dniu 1 października 1910 roku rozpoczął jednoroczną służbę ochotniczą w 27 pułku artylerii w Josefovie, gdzie odbył rekruckie przeszkolenie, następnie ukończył szkołę oficerów rezerwy przy 9 Brygadzie Artylerii, następnie był dowódcą baterii artylerii w 27 pułku artylerii. Służbę zakończył 30 września 1911 roku i został przeniesiony do rezerwy. Nie kontynuował jednak dalszych studiów, a zaczął pracować jako piwowar. W tym czasie odbył jednak kolejne szkolenia i ćwiczenia wojskowe dla oficerów rezerwy.
Po wybuchu I wojny światowej został zmobilizowany w dniu 1 sierpnia 1914 roku do 39 pułku artylerii w Varaždinie, gdzie został dowódcą plutonu. 11 sierpnia 1914 wraz z pułkiem udał się na front serbski, gdzie walczył do lutego 1915 roku, a następnie wraz z pułkiem udaje się na front wschodni. W czasie walk zostaje dowódcą baterii. 1 kwietnia 1916 roku został przeniesiony do 42 domobranieckiego pułku haubic polowych, gdzie jest dowódcą baterii. 4 czerwca 1916 roku dostał się do niewoli rosyjskiej i do września 1917 roku przebywał w obozie jenieckim w Bolchovie, w guberni orłowskiej. W obozie był członkiem organizacji jenieckiej. 13 grudnia 1916 zgłosił się na ochotnika do Legionu Czechosłowackiego, lecz z powodów administracyjnych z obozu został zwolniony we wrześniu 1917 roku.
8 września 1917 roku wstąpił do Legionu Czechosłowackiego. Został skierowany na kurs dowódczy do Borispola, a następnie do 2 czechosłowackiego samodzielnego dywizjonu artylerii, gdzie był młodszym oficerem 3 baterii. Od 9 grudnia 1917 do stycznia 1918 roku służył w 2 czechosłowackim parku artyleryjskim, a następnie w okresie od 12 stycznia 1918 do kwietnia 1919 roku służył w 2 czechosłowackiej brygadzie artylerii, będąc kolejno starszym oficerem w 1 baterii, dowódcą 1 baterii i dowódcą 2 dywizjonu. W kwietniu 1919 roku został dowódcą 3 czechosłowackiego pułku artylerii lekkiej, równocześnie pełnił obowiązki dowódcy artylerii 3 Czechosłowackiej Dywizji Strzeleckiej, a od 26 kwietnia 1919 roku został dowódcą artylerii 3 Dywizji Strzelców. Brał udział w walkach na Ukrainie, a następnie w walkach na trasie do Władywostoku, w czasie odwrotu Korpusu Czechosłowackiego na Daleki Wschód. W 1920 roku był członkiem komisji czechosłowacko-rosyjsko-radzieckiej w Irkucku, po czym w komisji japońsko-chińsko-czechosłowackiej w Harbinie, do spraw ewakuacji wojsk czechosłowackich. Do Czechosłowacji powrócił 15 sierpnia 1920 roku.
Po powrocie pozostał w wojsku i w dniu 17 listopada 1920 roku został dowódcą 11 Brygady Artylerii Polowej, funkcję tę sprawował do 1929 roku. W tym czasie odbył szereg kursów i studiów wojskowych, w tym w Akademii Sztabu Generalnego w Pradze oraz studiował we Francji. 28 lutego 1929 roku został dowódcą 8 Brygady Artylerii Polowej, którą dowodził do 15 października 1935 roku. Następnie był dowódcą artylerii IV obszaru w Ołomuńcu i funkcję tę pełnił do 31 grudnia 1937 roku, kiedy został dowódcą artylerii na okręgu Brno. W 1938 roku został dowódcą artylerii 2 Armii i funkcję tę pełnił do momentu rozwiązania armii czechosłowackiej w 1939 roku. Został wtedy przeniesiony do rezerwy.
Po rozwiązaniu armii czechosłowackiej włączył się w działania podziemnej organizacji wojskowej Obrona Narodu, będąc jej jednym z organizatorów. Początkowo działał na Morawach, a następnie został dowódcą Obrony Narodowej na teren Czech. W 1942 roku został dowódcą całej organizacji Obrona Narodowa, którą odbudował po aresztowaniach wcześniejszego kierownictwa organizacji, w tym jej dowódcy gen. Homoli. Organizacją kierował do momentu aresztowania przez gestapo w dniu 22 czerwca 1944 roku. 
Po aresztowaniu został osadzony w więzieniu gestapo na Pankracu w Pradze. Przebywał tam do 5 maja 1945 roku, kiedy został uwolniony po wybuchu powstania praskiego. Wszedł wtedy w skład dowództwa Alex, które kierowało działaniami powstańczymi na terenie Czech w końcowym okresie wojny.
Po zakończeniu II wojny światowej pozostał w armii i 26 maja 1945 roku został dowódcą 3 obszaru wojskowego (w 1950 roku przekształcony w 2 okręg wojskowy) w Brnie, pełnił tę funkcję do 1951 roku.
3 stycznia 1951 roku został zatrzymany przez służbę bezpieczeństwa pod zarzutem zdrady. 31 października 1951 roku został zwolniony z czynnej służby wojskowej, a z dniem 1 listopada 1951 roku zdegradowany do stopnia szeregowego rezerwy. 8 kwietnia 1954 roku został skazany przez Najwyższy Sąd Wojskowy na karę 18 lat więzienia i utratę praw publicznych na lat 10. 
W więzieniu przebywał do 12 września 1956 roku, kiedy został ułaskawiony przez prezydenta, a 22 kwietnia 1963 roku został zrehabilitowany i decyzją prezydenta przywrócono mu stopień wojskowy – generała armii. Po wyjściu z więzienia zamieszkał w Zadnim Trebaniu, gdzie zmarł.

## Awanse

### Armia Austro-Węgierska
- kadet (Kadett-Offiziersstellvertreter) (01.10.1911)
- chorąży (Fähnrich) (01.08.1914)
- podporucznik (Leutnant) (01.11.1914)
- porucznik (Oberleutnant) (01.05.1916)

### Legion Czechosłowacki
- porucznik (poručík legií) (07.02.1918)
- kapitan (podkapitán legií) (11.09.1918)
- major (major legií) (21.12.1918)
- podpułkownik (podplukovník legií) (31.01.1920)

### Armia Czechosłowacka
- podpułkownik artylerii (podplukovník dělostřelectva) (10.11.1920)[3]
- pułkownik artylerii (plukovník dělostřelectva) (16.12.1921)
- generał brygady (brigádní general) (04.05.1928)
- generał dywizji (divisní general) (02.10.1945)[4]
- generał armii (armádní general) (19.02.1947 – ze starszeństwem od 1 kwietnia 1946)[5]

## Odznaczenia
- Order Sokoła z mieczami (1919)
- Czechosłowacki Krzyż Wojenny 1918 (1919)
- Czechosłowacki Medal Rewolucyjny (1921)
- Medal Zwycięstwa (1921)
- Krzyż Wojenny Czechosłowacki 1939 (1947)[6]
- Order św. Stanisława kl. II (Rosja – 1919)
- Krzyż Wojenny z Palmami (Francja)
- Krzyż Komandorski Orderu Odrodzenia Polski (Polska)
- Czechosłowacki Medal za Odwagę w Obliczu Nieprzyjaciela (1946)[7]
- Czechosłowacki Medal za Zasługi Wojskowe I stopnia